# Heodes isokrates
Heodes isokrates är en fjärilsart som beskrevs av Hans Fruhstorfer 1909. Heodes isokrates ingår i släktet Heodes och familjen juvelvingar. Inga underarter finns listade i Catalogue of Life.